# Rio Columbia
O rio Columbia (também por vezes escrito como rio Colúmbia) é o maior rio (no critério volume de água por segundo) da América do Norte que desagua no Oceano Pacífico, e o quarto maior dos Estados Unidos. Nasce na província da Colúmbia Britânica, Canadá, nas Montanhas Rochosas, e a sua foz é no estado de Washington, Estados Unidos, onde desagua no Oceano Pacífico.
Contando conjuntamente o seu afluente da esquerda, o Snake, atinge um comprimento de 2 240 km. A sua bacia hidrográfica abrange uns 668 217 km², dos quais mais de 15% estão no Canadá.

## Curso

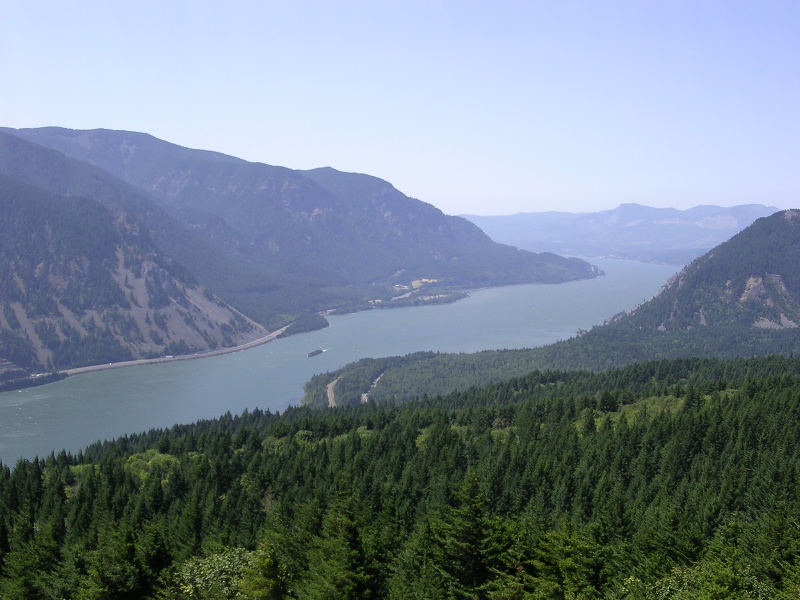
Rio Columbia.

O rio Columbia começa sua jornada de 2 000 km no sul do Rocky Mountain Trench, na província canadense da Colúmbia Britânica. O lago Columbia, situado 820 metros acima do nível do mar, e as áreas alagadas adjacentes formam a cabeceira do rio. A trincheira é um amplo e profundo vale glacial localizado entre as Montanhas Rochosas canadenses e as Montanhas de Columbia. Nos seus primeiros 320 km, o rio Columbia flui em sentido noroeste ao longo da vala através do lago Windermere e da cidade de Invermere, uma região conhecida na Colúmbia Britânica como o Vale Columbia, em seguida, a noroeste de Golden e lago Kinbasket.
Contornando o extremo norte das Montanhas Selkirk, o rio faz uma curva acentuada para o sul através de uma região conhecida como o Big Bend Country, passando pelo lago Revelstoke e os lagos Arrow. Revelstoke, o Big Bend, e o Vale Columbia são referidos, juntos, como Columbia Country. Abaixo dos lagos Arrow, o Columbia passa pelas cidades de Castlegar, localizada na confluência do Columbia com o rio Kootenay, e Trail, os dois principais centros urbanos da região oeste do Kootenay. O rio Pend Oreille se junta ao Columbia cerca de 3 km a norte da fronteira dos Estados Unidos com o Canadá.